# 6512 де Берг
6512 де Берг (6512 de Bergh) — астероїд головного поясу, відкритий 21 вересня 1987 року.
Тіссеранів параметр щодо Юпітера — 3,380.